# Хэллоуин 4: Возвращение Майкла Майерса (саундтрек)
| Оценки критиков | Оценки критиков |
| Источник        | Оценка          |
| --------------- | --------------- |
| AllMusic        | [ 1 ]           |

Хэллоуин 4: Возвращение Майкла Майерса (саундтрек) (англ. Hallowen 4: The Return of Michael Myers (Original Motion Picture Soundtrack)) является саундтреком от Алана Ховарта для фильма Хэллоуин 4: Возвращение Майкла Майерса. Он был выпущен в 1988 году на лейбле Varèse Sarabande. Ограниченное расширенное издание было выпущено в 2011 году компанией Alan Howarth Incorporated.

## Трек-лист
Вся музыка написана Алана Ховарта.
| №                   | Название                   | Длительность |
| ------------------- | -------------------------- | ------------ |
| 1.                  | «Halloween 4 – The Return» | 3:17         |
| 2.                  | «Jamie's Nightmare»        | 3:14         |
| 3.                  | «Garage»                   | 2:39         |
| 4.                  | «Be Back by 9:30»          | 1:57         |
| 5.                  | «Return of the Shape»      | 6:50         |
| 6.                  | «Schoolhouse»              | 2:34         |
| 7.                  | «Power Company»            | 2:52         |
| 8.                  | «Police Station»           | 3:15         |
| 9.                  | «Downstairs Alone»         | 3:07         |
| 10.                 | «Myer's Finale»            | 5:32         |
| 11.                 | «Halloween 4 Reprise»      | 3:16         |
| Общая длительность: | Общая длительность:        | 38:33        |

| №                   | Название                    | Длительность |
| ------------------- | --------------------------- | ------------ |
| 1.                  | «Halloween 4 Theme»         | 1:13         |
| 2.                  | «Halloween 4 Opening»       | 4:09         |
| 3.                  | «Haddonfield»               | 3:43         |
| 4.                  | «Darkest Night»             | 1:48         |
| 5.                  | «He's in the Street»        | 3:04         |
| 6.                  | «Outside the House»         | 4:51         |
| 7.                  | «In the Shadows»            | 3:42         |
| 8.                  | «Basement Terror»           | 3:00         |
| 9.                  | «Upstairs»                  | 4:43         |
| 10.                 | «The Dream»                 | 1:56         |
| 11.                 | «Still He Kills»            | 7:06         |
| 12.                 | «On the Roof»               | 2:36         |
| 13.                 | «Shape Attack»              | 4:45         |
| 14.                 | «Michael's Finale»          | 2:43         |
| 15.                 | «Halloween Theme (Reprise)» | 3:27         |
| Общая длительность: | Общая длительность:         | 52:42        |

## Персоналии
- Алан Ховарт — композиция, исполнение, постановка

## Примечание
1. ↑  Weber, Barry. Alan Howarth: Halloween 4. AllMusic. Дата обращения: 28 ноября 2016. Архивировано 15 октября 2012 года.